# Kreditní karta

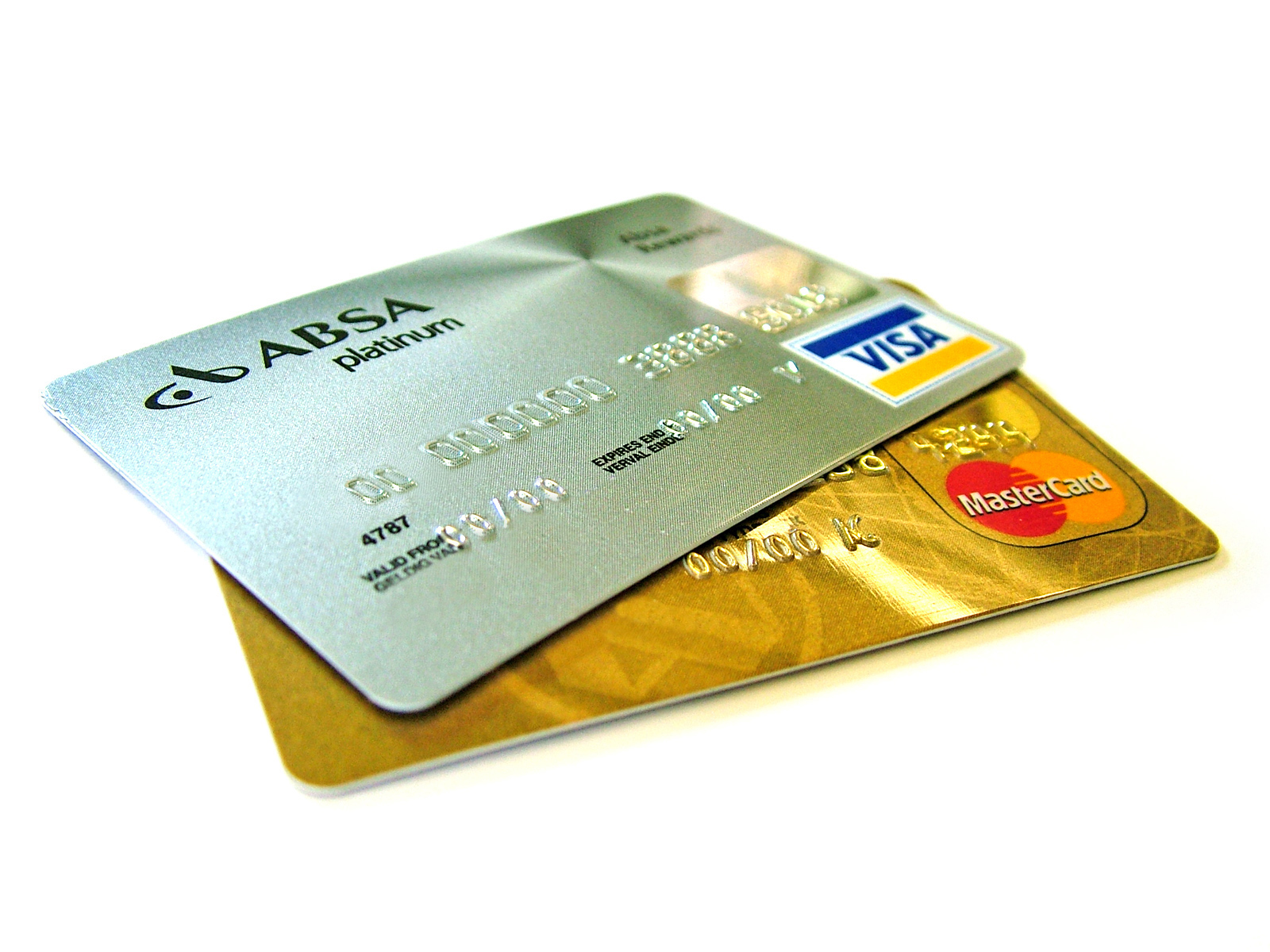
Kreditní karty Visa a MasterCard

Kreditní karta je platební karta spojená s revolvingovým úvěrem, tedy úvěrem, který držitel karty může postupně splácet a zároveň dále čerpat. Někdy se jako kreditní označuje i příbuzná charge karta, u níž je úvěr nutno splatit celý do určité lhůty, a občas se jako „kreditní“ nepřesně označují vůbec všechny bankovní platební karty bez ohledu na jejich systém. Kreditní karty dnes vydávají především finanční instituce, v první řadě banky. Existuje více univerzálních systémů zajišťujících širokou použitelnost kreditních karet, z nichž nejvýznamnější jsou Visa, MasterCard, American Express a Diners Club. Tyto společnosti zajišťují fungování karet po celém světě, takže kartu vydanou libovolnou bankou a nesoucí označení jedné z uvedených organizací lze použít v kterékoliv prodejně na zeměkouli označené stejným logem jako platební karta.
Z pohledu držitele kreditní karta usnadňuje placení, umožňuje se obejít bez hotovosti a eliminuje směnu valut, což je mimořádně výhodné při platbách v zahraničí. Mohou s ní být spojeny i další služby a výhody. Za možnost jejího využití držitel obvykle platí poplatky, a pokud nesplatí úvěr v bezúročném období, tak také úrok. Obchodní model moderních kreditních karet je postaven na mezibankovní spolupráci, kterou organizují karetní asociace, sdružující banky a další finanční instituce vydávající a přijímající karty jednoho typu. Banky vydávají kreditní karty a umožňují obchodníkům po navázání smluvního vztahu tyto karty přijímat. Systém je financován poplatky a úroky držitelů karet, poplatky či srážkami z plateb kartami od obchodníků a poplatky, které hradí vydavatelské banky karetním systémům.
Kreditní karty vznikly v USA a jejich nejvzdálenějšími předchůdci byly úvěrové známky, které usnadňovaly identifikaci klientů u obchodníků již v 70. letech 19. století. Roku 1950 vznikla první univerzální platební karta, Diners Club, a v následujících letech se rozšířila po USA a poté i v zahraničí. První univerzální kreditní kartu v dnešním pojetí spustila 18. září 1958 banka Bank of America pod značkou BankAmericard v kalifornském Fresnu. Konkurenční boj vydavatelů karet v následujících desetiletích vedl ke koncentraci trhu a dnes se v Americe a Evropě uplatňuje jen několik málo typů platebních karet. V Československu sice první platba kartou proběhla již v roce 1968, kreditní karty se však v českých peněženkách masověji objevily až počátkem 21. století. Jejich průkopníky v Česku byly společnosti Home Credit a Česká spořitelna.

## Použití
Z pohledu držitele spojuje kreditní karta vlastnosti platební karty a revolvingového spotřebitelského úvěru. O její vydání je potřeba požádat v bance nebo jiné finanční instituci, která kreditní karty vydává. Ta žadatele stejně jako v případě jiných úvěrů podrobí takzvanému credit scoringu, což znamená zjištění údajů o jeho majetkové situaci a vyhodnocení rizika nesplácení úvěru. Kreditní karty vzhledem k poměrně nízkým úvěrovým limitům patří k nejsnáze dosažitelným úvěrům, a hodí se proto i pro klienty s nižšími příjmy nebo bez úvěrové historie. Pokud žadatel v credit scoringu uspěje, nabídne mu banka kreditní kartu a dojde-li k dohodě, může být uzavřena smlouva a karta je po vyrobení klientovi dodána. Při jednání je potřeba věnovat pozornost podmínkám a vlastnostem karty, zejména s jakou karetní asociací je spojena (dnes obvykle Visa nebo MasterCard), jaký má úvěrový limit, co její provoz stojí na poplatcích a úrocích a jak dlouhé má bezúročné období. S kartou mohou být spojeny i další služby, například různá pojištění a věrnostní slevy ve vybraných obchodech. Banka může kartu svému klientovi sama nabídnout nebo i zaslat předschválenou kartu, v takovém případě však klient není k ničemu zavázán, dokud si kartu neaktivuje nebo nezačne používat.

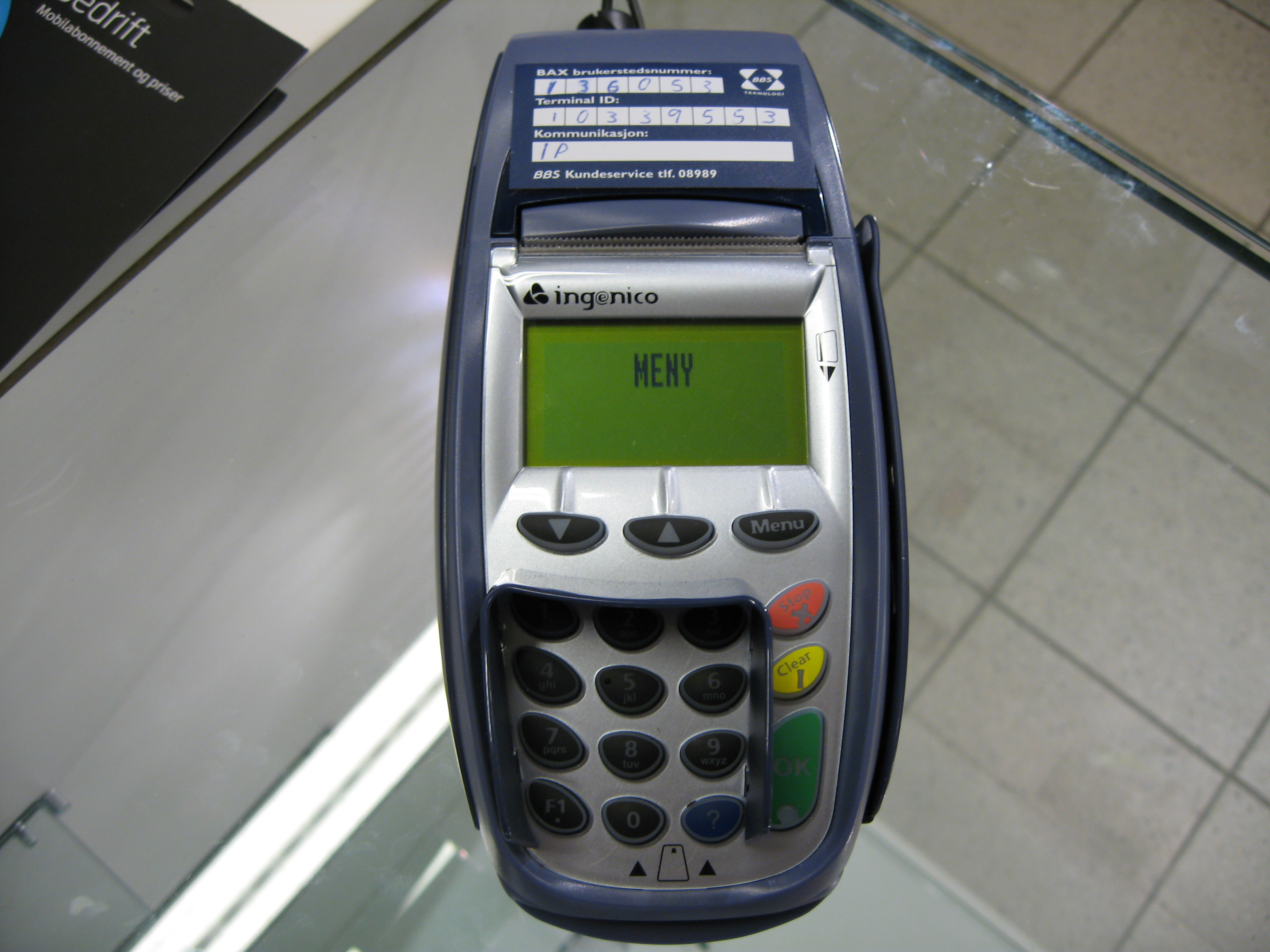
Platební terminál v prodejním místě, do něhož zákazník zadává PIN karty

Po vyrobení je platební karta držiteli zaslána nebo předána na pobočce banky podle klientovy žádosti nebo podmínek konkrétní banky. Držitel obdrží ke kartě její identifikační kód PIN, který se zadává k ověření totožnosti majitele. PIN se obvykle posílá v oddělené bezpečnostní obálce výhradně do rukou držitele karty. Stejně jako u jiných platebních karet je potřeba kartu podepsat a PIN chránit před vyzrazením. Škody z odcizení kreditní karty sice po nahlášení ztráty nese její vydavatel, ten však může vymáhat spoluúčast klienta, pokud zjistí, že byla porušena bezpečnostní pravidla. Přesto v tomto směru mohou kreditní karty být pro klienta výhodnější než debetní karty, protože zloděj se nedostane k vlastním penězům klienta. Proto je také potřeba vědět, kam hlásit případnou ztrátu nebo odcizení karty, jak kartu zablokovat a jak je řešena odpovědnost za škody způsobené zlodějem. Dnešní platební karty obvykle mají platnost několik let a po jejich expiraci klient automaticky může obdržet novou kartu. Po dobu platnosti smlouvy pak vydavatel karty držiteli pravidelně zasílá výpis, který obsahuje přehled kartou uskutečněných transakcí, výši dlužné částky, poplatků a úroků, minimální splátku za zúčtovací období a další údaje např. nastavení karty, počet věrnostních bodů apod. Papírový výpis ke kreditním kartám v současnosti může být nahrazen i výpisem elektronickým.
Kreditní karty slouží především pro nákupy zboží a služeb v provozovnách obchodníků a dnes obvykle i na internetu. Pro držitele karty i obchodníka zjednodušují placení, pro obchodníky je navíc výhodou úspora nákladů spojených s držením hotovosti v pokladnách a zejména vyšší tržby. Výhodné jsou karty zejména v případě nákupů a plateb v zahraničí, kdy odpadá potřeba nákupu valut. Výběr hotovosti z bankomatů, na pokladně při nákupu (cashback) nebo na přepážkách výplatních míst (cash advance) je možný rovněž, obvykle však bývá úrokově znevýhodněn tím, že pro něj neplatí bezúročné období. Bezúročné období, obvykle v délce 30–60 dní, je doba, po níž je možno čerpanou částku, tedy úvěr, splatit v nominální výši, bez zatížení úrokem. Úrokové sazby kreditních karet patří obvykle mezi bankovními k těm vyšším, v Česku se koncem roku 2009 pohybovaly mezi 19–26 % ročně, a proto pro případ, že klient potřebuje větší objem peněz na delší dobu, než je bezúročné období, bývá výhodnější sjednat si jiný typ úvěru s nižším úročením.

## Obchodní model
Moderní systémy platebních, a tedy i kreditních karet jsou založeny na smluvních vztazích několika typů subjektů, přičemž ovšem jedna organizace může podle okolností plnit více rolí:
- Držitel karty (anglicky cardholder). Je to koncový klient, jednotlivec nebo organizace, který kartu vlastní a její pomocí platí. V případě kreditní karty navíc je majitelem úvěru ke kreditní kartě, který mu poskytuje vydavatel karty.
- Vydavatel (issuer) karty je banka nebo jiná finanční instituce, která vydává kartu držiteli, s nímž navazuje přímý smluvní vztah. Nese část rizik ze zneužití karty a v případě kreditních karet navíc poskytuje držiteli úvěrový limit a nese kreditní riziko. Převádí peníze za transakce (platby, výběry hotovosti), které držitel kartou vykonal, a ten je povinen jí je podle dohodnutých podmínek splácet.
- Organizátor trhu: Organizace sdružující či smluvně spojující banky, které vydávají platební karty. Celosvětově významní organizátoři v současnosti jsou Visa, MasterCard, American Express a Diners Club. Řídí podmínky vydávání platebních karet a organizuje a propaguje jejich používání.
- Obchodník (merchant) přijímající platby kartami jedné nebo více karetních asociací.
- Zúčtovací banka obchodníka (acquiring bank), u které má zvláštní účet obchodník. Ta přijímá pomocí mezibankovního platebního styku peníze od vydavatele karty a poskytuje je obchodníkovi. Své služby může obchodníkům nabízet přímo nebo prostřednictvím nezávislé distribuční organizace.
- Navíc je nutná ještě technická a organizační infrastruktura zvaná platební systém, umožňující samotné placení a dále shromažďování a přenos informací o platbách mezi obchodníky a bankami. Ta může být provozována nezávislou firmou. Klíčovými vlastnostmi infrastruktury jsou spolehlivost a bezpečnost, potřebná je rovněž dostatečně rychlá odezva, vysoká zatížitelnost a škálovatelnost, tj. schopnost rozšiřovat bez problémů počet obsloužených jednotek podle potřeby.

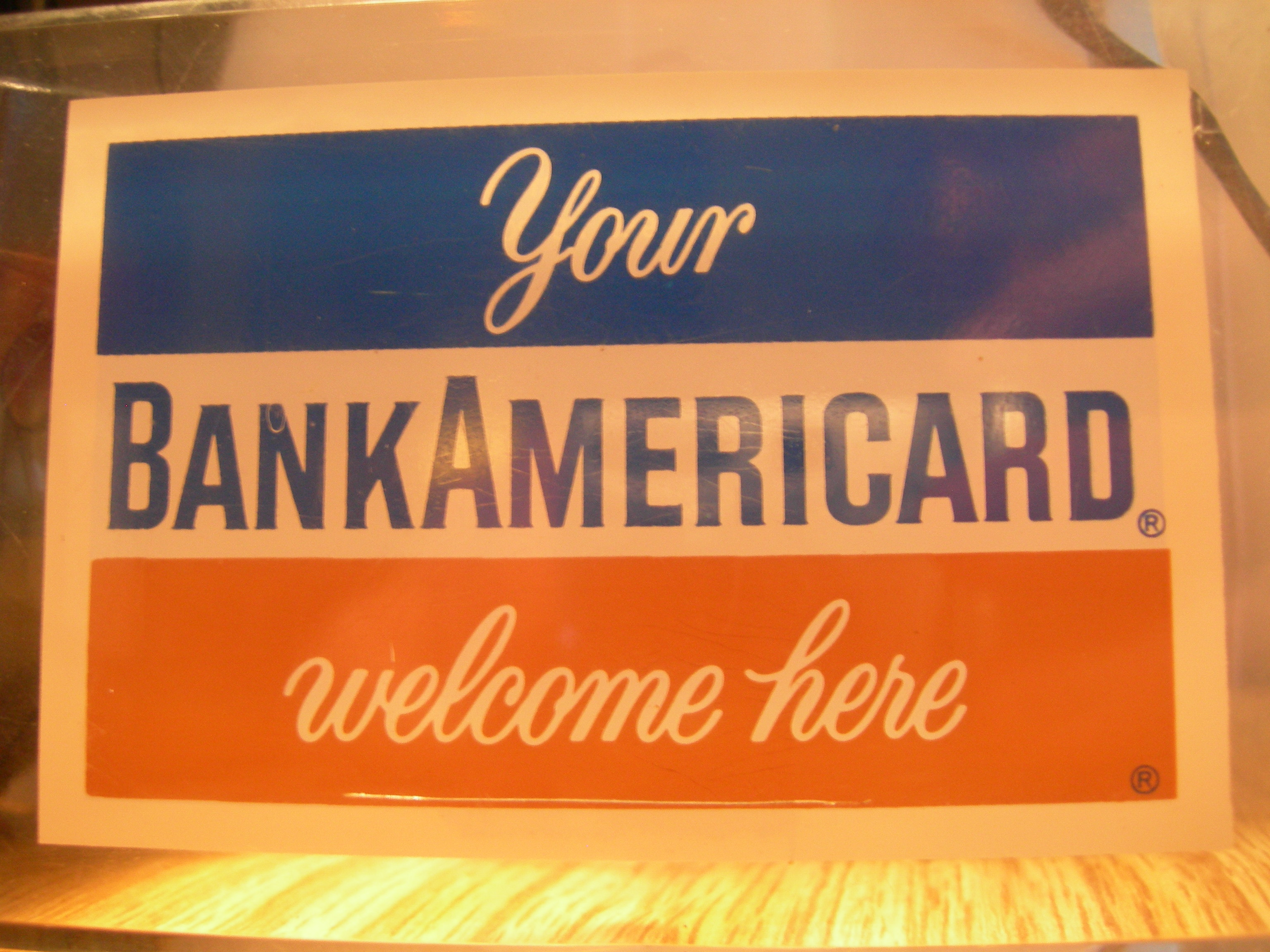
Prodejní místa obchodníků jsou označena logy typů karet, které obchodník přijímá

Dále zde mohou vystupovat např. nezávislí distributoři pomáhající prodávat platební karty koncovým zákazníkům nebo partneři vydavatele, kteří spolu s ním vydávají kobrandované karty.
Poté, co institucionální články systému platebních karet navázaly smluvní vztahy a zajistily potřebou infrastrukturu, probíhá obchodování takto: Vydavatel nabízí a vydává kreditní karty potenciálním držitelům. Protože se jedná o úvěrový vztah, bývá součástí transakce provedení credit scoringu, tedy zjištění schopnosti potenciálního klienta úvěr splácet, a stanovení úvěrového rámce (tj. kolik peněz si koncový klient smí maximálně na kartu vypůjčit), ceny za poskytnutou službu (jež bývá charakterizována úrokovou mírou a poplatky) a podmínek splatnosti úvěru. Dohodnou-li se strany, podepíše se úvěrová smlouva, klient získá plastovou platební kartu a vydavatel mu založí úvěrový účet, na němž se zúčtují platby provedené kartou.
Klient smí až do vyčerpání úvěrového rámce platební kartu používat k placení a případně dalším službám, jako jsou platby přímo v obchodě nebo na internetu, výběr z bankomatu a výběr hotovosti při placení (cash back). Typická transakce probíhá tak, že klient (obvykle svým podpisem anebo zadáním osobního identifikačního čísla PIN) na obchodníkově prodejním místě (anglicky point of sales, POS) souhlasí se zaplacením. Obchodník poté pomocí systému elektronické verifikace ověří platnost a dostatečný limit na kartě, přičemž data získá pomocí platebního terminálu z čipu nebo magnetického proužku na kartě. Je-li vše v pořádku, transakce se zaznamená a obchod je uzavřen.
Vydavatel karty zasílá koncovým klientům jednou měsíčně výpis z karetního účtu se seznamem transakcí a minimální splatnou částkou, kterou je klient povinen ve smluvené lhůtě zaplatit.
Systém kreditních karet je financován z několika zdrojů, především to jsou:
- výměnné poplatky (interchange rate) a provize (discount fees), které se strhávají obchodníkům,[7]
- poplatky držitelů karet vydavateli,
- úrok za peníze zapůjčené držitelům karet vydavatelem,
- poplatky vydavatelů karet organizátorovi trhu.

## Marketing
Úspěšné zavedení kreditních karet slibuje jejich vydavateli rozvoj úvěrových obchodů a zvyšování počtu zákazníků bez nutnosti udržovat nákladnou síť poboček, jakou mají banky spravující klasické bankovní účty. Již na počátku dějin kreditních karet v 50. a 60. letech 20. století se však ukázalo, že základní podmínkou úspěchu je dostatečně silná reklama, která zajistí osvětu veřejnosti a dostatečné množství jak nasmlouvaných obchodníků, tak držitelů karet. O zavedení univerzální kreditní karty se totiž v 50. letech pokoušela celá řada společností, ale před úspěchem BankAmericard žádná neprorazila právě pro nedostatečné investice, a sice kromě nedostatečných investic do infrastruktury také nedostatečný marketing. Bank of America a po ní další banky dokázaly problém získání kritické masy zákazníků překonat mimo jiné agresivní reklamou, když své karty doslova rozdávaly a rozesílaly na všechny možné dostupné adresy. Kreditní karty BankAmericard takto již během prvních 13 měsíců od zavedení dostaly skoro dva miliony klientů a rychle se projevil druhý problém, nedostatečná kvalita takto získaných zákazníků, což spolu s úvěrovými podvody zvýšilo úvěrové ztráty na 22 %, následkem čehož v roce 1961 z banky odešel i vedoucí celého projektu Joseph P. Williams. Nevyžádané rozesílání karet a další procesní nedokonalosti přinesly velké ztráty i jiným bankám a roku 1970 dosáhly celkové ztráty amerických bank z kreditních karet 115,5 milionu USD, přičemž celkem tamní banky rozeslaly asi 100 miliónů nevyžádaných kreditních karet. Problémy spojené s touto praxí vedly roku 1970 až k vyhlášení zákona, zakazujícího v USA nevyžádané rozesílání kreditních karet.
Reklama na platební karty zprvu zdůrazňovala univerzálnost a snadnou dostupnost úvěru („BankAmericard, jediná kreditní karta, kterou potřebujete“, „Noste svůj úvěr ve své kapse“). Další reklamy zdůrazňovaly, kolik zboží si zákazník vybavený kartou může pořídit a propagace spotřeby na úvěr se brzy stala terčem veřejné kritiky. Vynalézavé reklamy přinesla například Citibank: když roku 1978 New York ochromil sníh, vysílala v televizi záznam ukazující, jak se obyvatelé města brodí sněhem k jejím fungujícím bankomatům, zatímco ostatní banky mají zavřeno. Tehdy banka také zavedla svůj známý slogan „The Citi Never Sleeps“ („Citi/Město nikdy nespí“). Ve stejném období tato banka zjistila, že klienti si příliš nepamatují jména vydavatelů svých kreditních karet. Poslala proto klientům místních bank nabídku formulovanou tak, jako by pocházela od jejich vydavatele, ale s nabídkou vlastní karty s vyšším úvěrovým limitem. Tím se jí podařilo získat přes 3 miliony nových klientů na úkor konkurence.
V 80. a 90. letech 20. století probíhal na poli reklamy souboj především mezi značkami Visa, American Express a MasterCard. Visa se stala sponzorem olympijských her a v reklamě poukázala na své větší rozšíření („Je všude, kde chcete být.“) MasterCard dokázal kontrovat slavnou sérií reklamních spotů Priceless (K nezaplacení). S laskavým humorem ukazují důležité okamžiky lidského života a sdělují divákům: Jsou věci, které si za peníze nekoupíte. Na všechno ostatní je tady MasterCard.
American Express roku 1966 jako první zavedl do oboru produktovou segmentaci klientů a nejlepším klientům nabídl prestižnější typ karty, kterou o rok později přejmenoval na Gold Card, Zlatou kartu, což brzy v různých podobách napodobili všichni významnější vydavatelé karet. Ještě individualizovanější přístup od 80. let umožňují kobrandované karty a afinitní programy, kdy karta obsahuje kromě loga vydavatele ještě logo partnerské společnosti či organizace, která případně poskytuje držiteli katy další výhody. Vydavatel karty tak získává přístup ke klientům partnera a partner programu naopak získává s podporou banky věrnostní program pro své klienty.

## Dějiny

### Počátky
Historie platebních karet obecně a zejména kreditních karet začala v USA. Nejstaršími předchůdci kreditních karet byly úvěrové mince nebo známky (anglicky metal charge coins nebo metal credit tokens), které se začaly používat kolem roku 1870. Kovová známka s identifikačním číslem a logem obchodníka umožňovala snadnou identifikaci klientů, kteří měli po jejím předložení právo odebírat zboží na úvěr. V tomto případě byl poskytovatelem úvěru obchodník a známku bylo možné použít pouze u něho. Roku 1880 vznikl ve Velké Británii systém úvěrových poukázek (credit vouchers), vydávaných společností Provident Clothing Group. Fungovaly jako revolvingový úvěr umožňující krýt nákupy ve vybraných obchodech. Firma Provident zde již působila jako na obchodnících nezávislý vydavatel a zároveň zúčtovací banka, protože proplácela zboží obchodníkům a inkasovala splátky od koncových zákazníků.

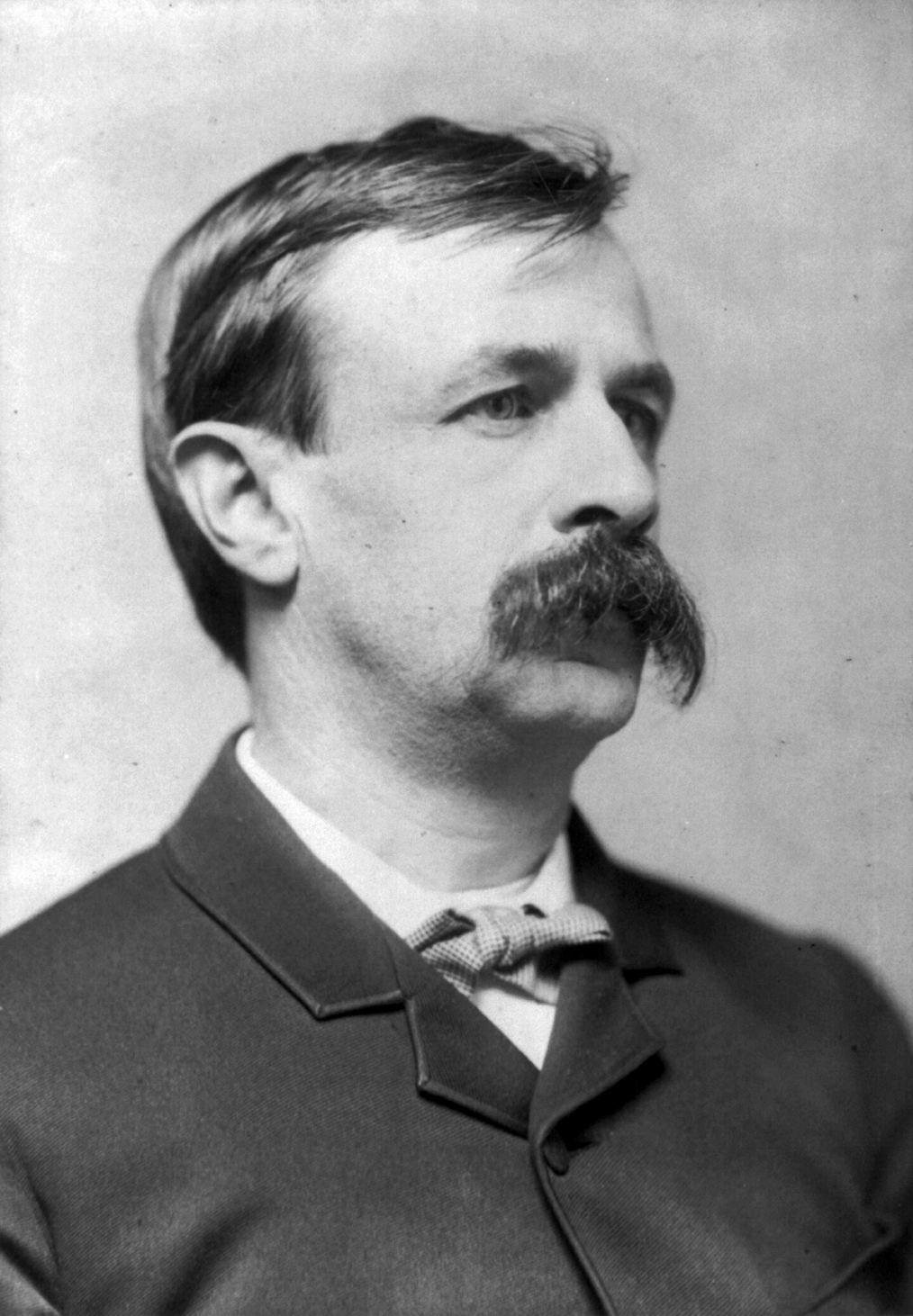
Edward Bellamy, autor termínu kreditní karta

Samotný termín kreditní karta se objevil poprvé roku 1887 ve vědeckofantastickém románu Pohled do budoucího ráje (Looking Backward) amerického spisovatele Edwarda Bellamyho, podle něhož „kreditní karty“, používané ovšem spíš jako dnešní debetní karty, v roce 2000 budou sloužit namísto peněz. Nejstarší platební karty se používaly tak, že klient předložil kartu a podepsal účet. Obchodník ověřil platnost karty a porovnal podpis se vzorovým podpisem. Záznam o transakci již od roku 1915 mohl usnadnit mechanický snímač (imprinter), který zachytil údaje z karty; první takový vyrobila firma Addressograph. Účtárna poté každý měsíc vyhotovila a klientovi zaslala celkovou fakturu za jeho nákupy.
Do poloviny 20. století se objevovaly další systémy platebních karet zahrnujících úvěrování klienta, žádný však nezískal regionálně a oborově dostatečně široké rozšíření, aby mohl být považován za univerzální platební prostředek maloobchodu. Systém „charge it“ (připište to na účet) začaly využívat obchodní řetězce jako Sears Roebuck (1910), půjčovny vozů, hotelové a dopravní společnosti a sítě čerpacích stanic, z nichž první byla General Petroleum Corporation of California, jež nabídla tento systém roku 1924, a následovaly ji společnosti jako Mobil a Shell. Roku 1928 zavedla firma Fahrington plechové platební karty charge-plates, na nichž byly plasticky vyraženy identifikační údaje klienta, což umožňovalo kartu imprinterem otisknout na prodejní doklad, a snížit tím nebezpečí špatného opisu údajů. Tyto karty byly již nabízeny s bezúročným obdobím 30 dní, během kterých mohl klient splatit celý úvěr najednou bez navýšení. Zároveň byla možnost, aby klient splácel pravidelné menší splátky bez ohledu na okamžitou velikost úvěru. Z hlediska klienta tedy již tehdy existovala většina podob karetního úvěru, jaké se používají na počátku 21. století.
Již před druhou světovou válkou ve Spojených státech vlastnily kreditní a úvěrové karty různých typů miliony klientů, Karty byly obvykle vázané na určitou společnost nebo okruh společností, a tak často fungovaly zároveň jako věrnostní programy a poskytovaly svým držitelům mimořádné výhody oproti zákazníkům platícím hotově. Američtí spotřebitelé se právě díky nim učili žít na dluh a kupovat si na splátky vybavení domácností nebo automobily. K šíření kreditních karet přispívalo to, že v dobách nerozvinutého bankovnictví byly jednou z mála možností, jak běžní Američané mohli získat úvěr na spotřební zboží; celé odvětví ovšem postihla Velká hospodářská krize roku 1929 a po částečném oživení ještě více druhá světová válka, kdy vláda USA omezila poskytování úvěrů, aby zamezila výrobě spotřebního zboží na úkor válečné produkce.

### Poválečný vývoj
Po válce se úvěrové obchody opět rozběhly a již roku 1947 byla zavedena první mezinárodně platná úvěrová karta na světě, Air Travel Card, kterou přijímalo všech 83 tehdejších členů Mezinárodní asociace leteckých dopravců IATA. Ještě významnější inovaci však přineslo založení Diners Clubu roku 1950, nabízejícího první univerzální kartu, která umožňovala platbu u velkého množství různých restaurací, obchodů, hotelů a jiných provozoven po celých Spojených státech. Idea univerzální úvěrové karty prý napadla zakladatele Diners Clubu Franka McNamaru, když po večeři v newyorské restauraci Major's Cabin Grill zjistil, že si doma zapomněl peníze. Během řešení trapné situace ho napadlo, že by bylo výhodné, kdyby existovala platební karta, kterou by přijímali ve velkém množství restaurací, takže by klient nebyl omezen hotovostí, kterou nosí u sebe. Papírové kartičky Diners Clubu koncem roku 1951 přijímalo již více než 1000 restaurací a obchodů a stovky dalších firem; podle dnešní klasifikace ovšem ještě nešlo o pravé kreditní karty, ale o charge karty. Na provozním výnosu se poprvé podíleli i sami obchodníci, kterým Diners Club strhával provizi zvanou merchant discount charge ve výši 5 až 7 %, za což jim zvyšoval obrat a hlavně od nich přebíral kreditní riziko nesplácených úvěrů; od klientů navíc získával roční poplatek 5 dolarů za vydání a správu karty. Od roku 1953 začali karty Diners Clubu přijímat i obchodníci v Kanadě a další státy světa brzy následovaly. Manželé Bortzfieldovi již roku 1957 úspěšně absolvovali cestu kolem světa vybaveni pouze letenkami a kartami Diners Club. Československo se roku 1965 stalo první zemí sovětského bloku, kde se začaly přijímat platební karty, a byly to tehdy právě karty Diners Club. První platba kartou zde ovšem byla uskutečněna až 24. října 1968 v pražské pobočce Čedoku.
Koncem 40. a počátkem 50. let 20. století se v USA rozvíjely rovněž bankovní platební karty. Třebaže mnohé projekty byly neúspěšné, obchodníci karty vítali, protože vedle levnějšího a bezpečnějšího způsobu placení také klienti vybavení kartami utráceli více. Malí obchodníci navíc díky vydavateli karet mohli nabízet zboží na úvěr, což by si jinak nemohli dovolit, jelikož potřebný kapitál poskytovala a kreditní riziko nesla banka. Roku 1958 zavedla banka Chase Manhattan Bank kreditní karty vybavené bezúročným obdobím: pokud klient během desetidenní „grace period“ svůj dluh bance uhradil, byl osvobozen od úroku ve výši 1 % měsíčně. Ve stejném roce vstoupili na trh kreditních karet tři silní konkurenti Diners Clubu: Carte Blanche hotelové společnosti Hilton, kreditní karty šekové společnosti American Express a kreditní karta BankAmericard největší banky v USA Bank of America. Projekt BankAmericard, připravený týmem vedeným Josephem P. Williamsem a spuštěný 18. září 1958 v kalifornském Fresnu, byl první univerzální úvěrovou platební kartou s revolvingovým úvěrem, a tedy první kreditní kartou v dnes užívaném smyslu slova. Karty BankAmericard byly také jako jedny z prvních na světě vyrobeny z plastu (PVC), což ztěžovalo padělání, zvyšovalo trvanlivost a usnadňovalo kopírování údajů pomocí imprinteru. Vedle bankovních karet v 50. letech dále existovaly karty nebankovních společností, zejména obchodních řetězců – například Macy's, který tehdy zavedl další významnou inovaci: místo kopií jednotlivých účtenek začal svým zákazníkům zasílat měsíční výpis z účtu, což ušetřilo značné náklady.
V Evropě sice první moderní platební karty zavedla společnost Finders Service ve Velké Británii již roku 1951, celkově však byl vývoj opožděný oproti Americe. Kromě Britů se jeho průkopníky stali i Švédi a Francouzi, zatímco v Západním Německu se kreditní karty dlouho nemohly prosadit. Evropská karetní asociace Eurocard vznikla roku 1965, francouzská Carte Bleue roku 1967 a japonská, od 80. let rovněž mezinárodně rozšířená JCB (Japan Credit Bureau) již roku 1961. V polovině 60. let 20. století se objevila řada dalších systémů platebních karet, mezinárodně se však prosadily pouze dva: Master Charge (z níž se vyvinula pozdější MasterCard) a BankAmericard (zárodek pozdější asociace Visa). V 60. letech se banky začaly sdružovat do asociací, aby dosáhly nadregionální pokrytí trhu obchodníků. Proto byl také zaveden klíčový poplatek karetního platebního styku, výměnný poplatek, jehož potřeba vyvstala s tím, že banka obchodníka musela zpracovávat platby pro banku klienta a hledal se zdroj, kterým by pokryla související náklady. Silná konkurence nových bankovních sdružení začala z trhu platebních karet vytlačovat nejen oborové platební karty například sítí čerpacích stanic, ale odsunula z vedoucího postavení na trhu kreditních karet i jeho zakladatele, společnost Diners Club, která byla vytlačena do oblasti prémiových služeb pro nejbohatší zákazníky a stejně jako Carte Blanche ji posléze koupila Citibank. Koncem 60. let v USA vznikly první úvěrové registry, které shromažďují informace o platební morálce držitelů úvěrů, a pomáhají tak vydavatelům karet snížit kreditní riziko.

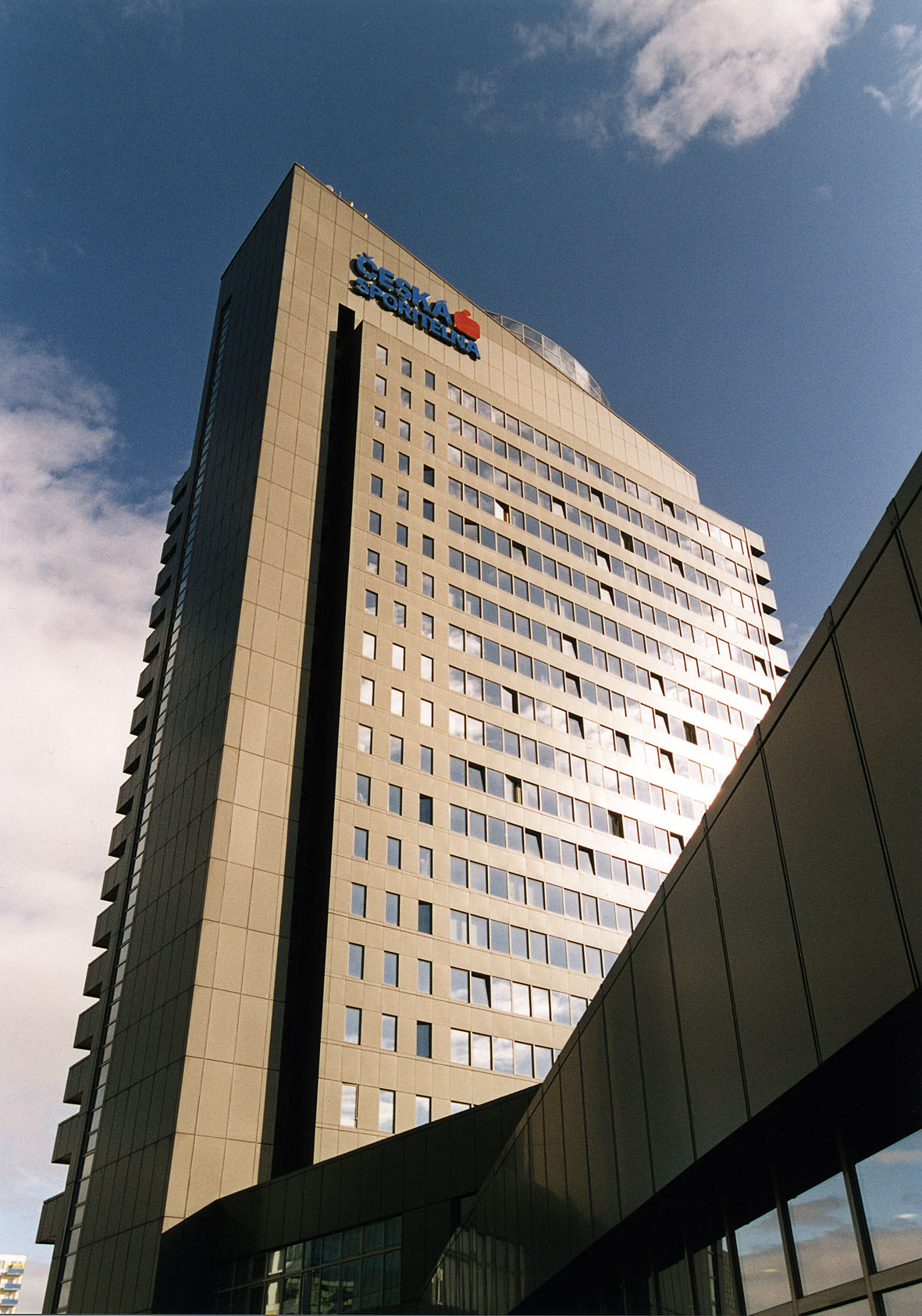
Česká spořitelna patřila k průkopníkům kreditních karet na českém trhu

V 70. letech 20. století pomohly rozvoji platebních karet technické vynálezy jako magnetický proužek a později čip na kartách, platební terminály a zavedení moderní výpočetní techniky do bankovnictví, což vše podstatně usnadnilo a zrychlilo používání karet. Začaly se šířit bankomaty, které klientům umožnily čerpání peněz z karet v kteroukoli denní dobu. Pro získání silné pozice na trhu je v USA využila banka Citibank, která do bankomatové sítě investovala stovky milionů tehdejších dolarů. Kreditní karty se staly masovým zbožím a v USA je vlastnila již polovina občanů. Začal se vybírat poplatek za vedení kreditní karty od klienta, první ho zavedla roku 1973 Marquette Bank v Minnesotě, která vybírala 10 dolarů ročně. Podobný poplatek Citibank ovšem roku 1978 označil soud za nezákonný. Vznikly i další zákony, které v USA regulovaly používání karet a zaručovaly právo klientů na rovné zacházení a ochranu soukromí. V roce 1974 se platební karty BankAmericard, dosud ovládané bankou Bank of America a svým image příliš úzce spojené se Spojenými státy, proměnily v celosvětovou asociaci, dnešní Visa International. a asociace Master Charge roku 1979 změnila název na rovněž marketingově výhodnější MasterCard. Marketing karet se rovněž rozvíjel a rozšířily se prestižní projekty pro nejlepší klienty jako kobrandované karty nesoucí loga více partnerských společností nebo „stříbrné“, „zlaté“ a „platinové“ karty, dávající právo na vyšší kvalitu služeb. Od roku 1974 se v USA banka mohla stát plnohodnotným členem obou hlavních karetních asociací BankAmericard a Master Charge zároveň. V témže roce také vznikly první debetní karty jako neúvěrová paralela kreditních karet.
Během 80. a 90. let rychle rostl počet kreditních karet a s nimi spojené úvěry. Ve Spojených státech se zadlužení průměrné domácnosti na hlavních kreditních kartách zvýšilo z 518 USD roku 1980 na 2549 USD roku 1990 a na 6549 USD roku 2000. V roce 2008 to bylo již 8329 USD.
V USA vznikla v roce 1985 úvěrová karta Discover obchodního řetězce Sears, Roebuck and Company, které se podařilo získat značný podíl na trhu díky silné reklamní kampani a tomu, že sloužila i jako věrnostní program: zákazník získal 1% slevu z ceny nákupů (tzv. cashback). V Evropě v 90. letech zaznamenaly úspěch takzvané „monolines“, banky specializované pouze na kreditní karty a související produkty, a společnosti orientované na spotřební úvěry jako francouzský Cetelem. Roku 2001 byla zavedena neembosovaná kreditní karta MasterCard Electronic, určená pro použití pouze v platebních terminálech a bankomatech, což bance dává možnost přímé kontroly transakcí klienta, a tím snižuje její riziko. S rozvojem technologií se objevily další možnosti, například virtuální platební karty, které nemusí existovat ve fyzické podobě a platí se jimi pouze na internetu, nebo v poslední době bezkontaktní platby technologií PayWave (Visa) nebo PayPass (MasterCard), které umožňují hradit malé nákupy (obvykle do 25 USD, v ČR do 500 Kč) rychle a bez zadání PINu. Kreditní karty se v některých regionech integrují do tzv. městské karty (city card) a dá se jimi snadno hradit i městská doprava, parkovné, rychlé občerstvení apod.
Koncem osmdesátých a počátkem devadesátých let se otevřela platebním kartám i řada komunistických a dříve komunistických zemí. Zprvu se ovšem jednalo o debetní karty a rozvoj sítě bankomatů. V České republice zavedla kreditní karty určené především pro nákup spotřebičů společnost Home Credit finanční skupiny PPF, a expandovala s nimi poté i do zahraničí. Univerzálně přijímanou kreditní kartu v Česku jako první nabídla Česká spořitelna roku 1998, skutečný rozvoj českého trhu úvěrových karet však nastal až v letech 2001 a 2002.